# Ichneumon ruficinctus
Ichneumon ruficinctus är en stekelart som först beskrevs av Townes, Momoi och Henry Keith Townes, Jr. 1965.  Ichneumon ruficinctus ingår i släktet Ichneumon och familjen brokparasitsteklar. Inga underarter finns listade i Catalogue of Life.